# 8661 Ratzinger
8661 Ratzinger este un asteroid din centura principală, descoperit pe 14 octombrie 1990, de Lutz Schmadel și Freimut Börngen.